# Canala
Canala là một chi nhện trong họ Desidae.

## Hình ảnh

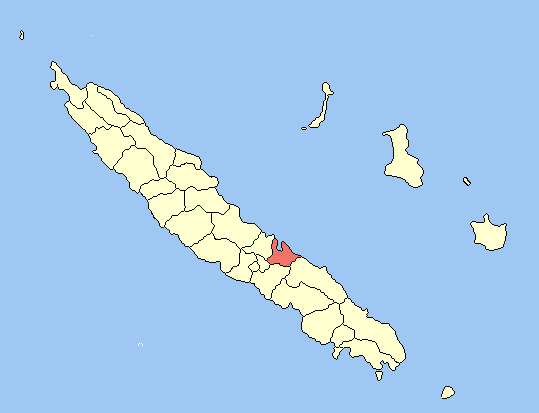

- Tập tin:Logo Canala.jpg